# Gottlieb Amstein
Gottlieb Amstein, född 6 augusti 1906 i Zürich, död 18 juli 1975, var en schweizisk professionell tävlingscyklist.
Amstein tävlade i landsvägscykling under Olympiska sommarspelen 1928. Han satte 1928 och 1929 en rad världsrekord i bancykling: 150, 200 och 300 km samt 3-, 4-, 5-, 9-, 10-, 11- och 12-timmarslopp. Samtliga med undantag för 300 km, 9- och 10-timmarsloppen gällde ännu 1938.